# Willem Schuth
Willem Schurt (Assen, 14 giugno 1954) è un politico tedesco, europarlamentare nella VI legislatura.
Dal 20 luglio 2004 al 13 luglio 2009 è stato europarlamentare per il Gruppo dell'Alleanza dei Democratici e dei Liberali per l'Europa.